# Flaming Youth (песня)
«Flaming Youth» — песня группы Kiss с их студийного альбома 1976 года Destroyer. Это пятый трек на альбоме.
Песня также вышла отдельным синглом. Песня достигла 72 места в США (в чарте Billboard Hot 100) и 73 места в Канаде (в чарте RPM Top Singles).
Авторы песни — Джин Симмонс, Пол Стенли, Эйс Фрейли и музыкальный продюсер Боб Эзрин. Эзрин говорил, что аранжировка во многом вдохновлена группой Beatles.
Лид-гитаристом на записи этой песни был Дик Вагнер, также работавший с Лу Ридом и группой Aerosmith.
Как пишет «Энциклопедия KISS»,
Пол Эллиот, автор [книги] KISS: Hotter Than Hell, назвал эту [песню] «[…] юношеским боевым кличем (призывом к сплочению) в духе „My Generation“ [группы] Who», пылающим «позитивной энергией» и «чествующим рок-музыку как жизнеутверждающую силу».